# Appendix vergiliana
Com o nome de Appendix vergiliana, é-nos transmitida uma variada colecção de poemas de temas muito variados, estilo e qualidade que já desde a antiguidade eram pensadas como sendo obras juvenis do poeta romano Virgílio. Actualmente essa atribuição ao conjunto da recompilação não é aceite por nenhum perito e até parece muito improvável que algum dos poemas fosse original do autor. O tom destas obras está próximo ao dos trabalhos dos poetas neotéricos, mas pensa-se que datam dos últimos anos do império de Augusto, ou seja, muito depois da morte de Virgílio.
Os seguintes poemas foram tidos como virgilianos em ocasiões, à luz das biografias antigas do poeta, embora a crítica moderna verta todo o tipo de dúvidas sobre eles:
Catalepton (do grego κατά λεπτόν, «pelo pequeno») é uma colecção de quatorze poemas breves de tema e métrica variados que por vezes imitam versos de Catulo. Alguns autores consideram que dois deles possam ser obra de Virgílio. 
Culex (O mosquito) conta como um pastor mata um mosquito e o seu espírito lhe aparece para o repreender e descrever-lhe o submundo. Ainda que os testemunhos de Lucano, Estacio e Marcial apoiem a sua autenticidade, não é mais que uma imitação de uma época posterior. 
Ciris (do grego κεῖρις, nome de um pássaro mitológico) é um epílio ao modo alexandrino onde se narra a metarmorfose de Cila, filha de Niso, neste pássaro. 
Copa (A criada de mesa) utiliza frases de Virgílio e Propércio para transmitir conteúdos epicúreos. 
Moretum (nome de um alimento composto de ervas, alho, queijo e vinho) conta como um camponês prepara o seu modesto pequeno almoço. É uma exaltação à vida do campo. 
Aetna (O Etna) explica a actividade volcânica deste monte. Já desde a antiguidade se pôs em dúvida a autoria virgiliana deste poema.